# Minidoka War Relocation Center
Das Minidoka War Relocation Center war ein Internierungslager im Süden des US-Bundesstaats Idaho, in das bei der Internierung japanischstämmiger Amerikaner im Zweiten Weltkrieg zwischen August 1942 und Oktober 1945 bis zu 7318 Personen abgeschoben wurden. Der Name Minidoka stammt aus der Sprache der Dakota und bedeutet „Quelle“. Er wurde von einem Bewässerungsprojekt des Bureau of Reclamation im südlichen Idaho von Anfang des 20. Jahrhunderts auf das Lager übertragen.
Das ehemalige Lager wurde im Januar 2001 durch Präsident Bill Clinton als Gedenkstätte des Bundes gewidmet und im Mai 2008 durch den Kongress der Vereinigten Staaten in die Minidoka National Historic Site umgewandelt. 2006 wurden Planungen für die Gestaltung der Einrichtung vorgelegt und die Finanzierung autorisiert. Der National Park Service betreibt die Gedenkstätte mit Besucherzentrum, zwei Original-Baracken, Ruinen und einem Lehrpfad. Der Ausbau der Einrichtung geht weiter.

## Die Internierung japanischstämmiger Amerikaner

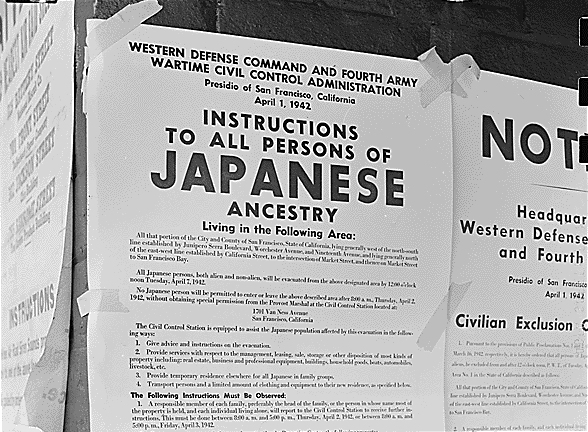
Befehl vom 1. April 1942 an alle Einwohner San Franciscos mit japanischen Vorfahren, sich innerhalb einer Woche an Sammelpunkten zum Transport in Umsiedlungszentren (relocation centers) einzufinden

→ Hauptartikel: Internierung japanischstämmiger Amerikaner
Nach dem Angriff auf Pearl Harbor und dem Eintritt der Vereinigten Staaten in den Zweiten Weltkrieg vom Dezember 1941 wurden auf der Grundlage weitverbreiteter rassistischer Vorurteile und in Fortsetzung verschiedener diskriminierender Einschränkungen nicht nur japanische Staatsangehörige in den Vereinigten Staaten, sondern auch alle amerikanischen Staatsbürger japanischer Abstammung als Sicherheitsrisiko eingestuft (Enemy Alien, „feindlicher Ausländer“). Am 19. Februar 1942 unterzeichnete Präsident Franklin D. Roosevelt die Executive Order 9066, auf deren Grundlage große Teile der Pazifik-Anrainerstaaten zum Sperrgebiet erklärt wurden. Alle Bewohner Kaliforniens, des westlichen Oregons und Washingtons, eines kleinen Streifens im Süden Arizonas sowie Hawaiis und Alaskas mit japanischen Vorfahren wurden durch die War Relocation Authority (Kriegs-Umsiedelungs-Behörde) in Internierungslager östlich der Pazifik-Region eingewiesen. Eine vergleichbare Ermächtigung zur vollständigen Internierung von deutsch- und italienischstämmigen Bewohnern der Ostküste wurde nur nach Einzelfallprüfung umgesetzt. Die Internierten wurden unter anderem auf Ellis Island festgehalten.
Im Dezember 1944 entschied der Supreme Court in zwei Urteilen, dass die Internierung im Grundsatz rechtmäßig ist, allerdings die Internierung eines japanischstämmigen amerikanischen Staatsbürgers, dessen Loyalität unbestritten ist, nach dem Habeas-Corpus-Grundsatz unzulässig war. Daraufhin erklärte die Bundesregierung, die Internierung bis Jahresende 1945 beenden zu wollen. Das Ende des Zweiten Weltkriegs kam dem zuvor.
Insgesamt waren von den Zwangsmaßnahmen gegen die japanischstämmige Bevölkerung 116.000 Menschen betroffen, sie lebten bis 1945 in zehn Barackensiedlungen weit abseits größerer Ortschaften und unter Bewachung durch das US-Militär. Nach dem Ende des Krieges wurden ihnen unter engen Voraussetzungen einige nachgewiesene Schäden erstattet.
In den 1960er Jahren  begann unter dem Eindruck der Bürgerrechtsbewegung Kritik an den Maßnahmen laut zu werden, die Diskussion führte in den 1980er Jahren zu umfangreichen wissenschaftlichen Untersuchungen und einer politischen Debatte. Nachdem eine vom US-Kongress eingesetzte Kommission zu dem Schluss kam, dass die Maßnahmen nicht durch militärische Notwendigkeit gerechtfertigt werden konnten und die Entscheidung vielmehr durch „rassistische Vorurteile, kriegsbedingte Hysterie und das Versagen der politischen Führung“ geprägt wurde, sprach der Civil Liberties Act of 1988 jedem noch lebenden Opfer der Zwangsumsiedelung 20.000 Dollar Entschädigung zu. 1992 wurden in einer Gesetzesänderung weitere Mittel bereitgestellt, um die Verpflichtung erfüllen zu können, und Präsident George H. W. Bush sprach eine formelle Bitte um Entschuldigung aus.

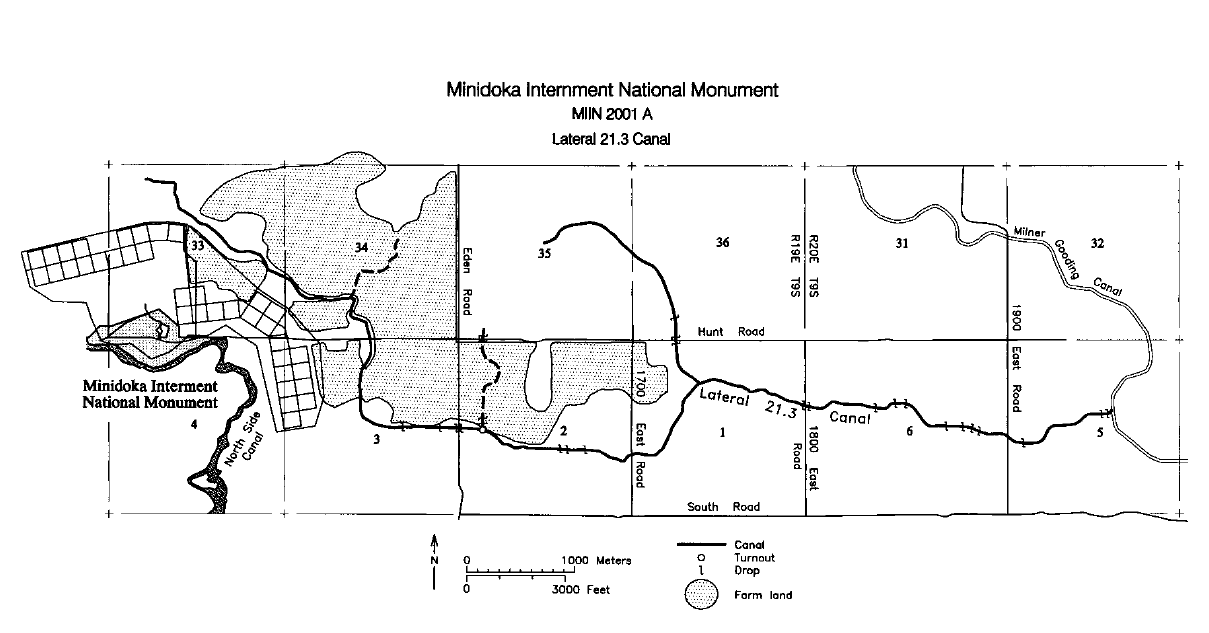
Karte des Lagers: Im Westen der Lagerbereich mit den anschließenden landwirtschaftlichen Flächen

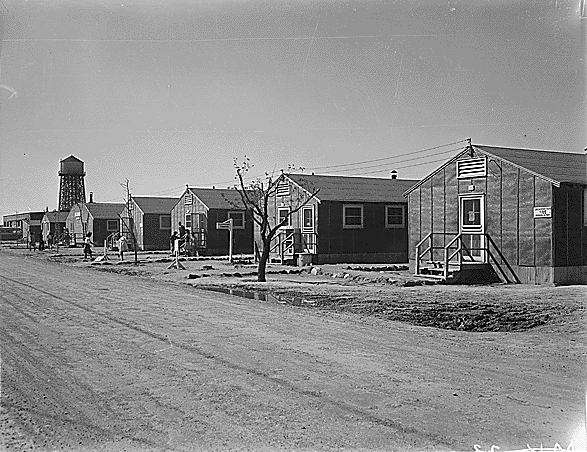
Baracken in Minidoka

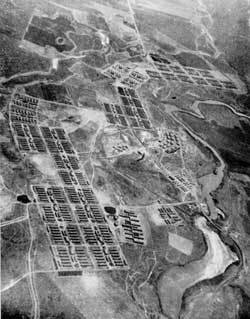
Luftaufnahme des Lagers, Blick nach Osten, 1943

## Minidoka War Relocation Center
Die War Relocation Authority suchte nach Standorten für die Lager, die abseits der Pazifikküste und größerer Bevölkerungszentren liegen mussten. Der Süden Idahos bot sich für eines der Camps an. Die Region liegt in der Ebene des Snake Rivers. Sie ist geologisch durch Vulkanismus geprägt. Klimatisch handelt es sich um eine Halbwüste, gekennzeichnet durch lange harte Winter mit fünf Frost-Monaten und trockene, staubige Sommer. Vor rund 15.000 Jahren wurde die Region beim Durchbruch des Lake Bonneville überflutet, der vulkanische Untergrund wurde teilweise freigelegt und das heutige Bett des Snake Rivers entstand. Ohne künstliche Bewässerung ist das Gebiet nahezu unfruchtbar und wurde daher nur sporadisch von Indianern besucht. In historischer Zeit nutzten die Völker der Nördlichen Shoshone und Bannock die Region. Eine archäologische Untersuchung fand 2001 jedoch auf dem Boden des ehemaligen Lagers keinerlei Artefakte aus der Zeit vor dem Bau des Bewässerungskanals. Die natürliche Vegetation wird vom Wüsten-Beifuß bestimmt und als Beifuß-Steppe bezeichnet.

### Lage und Einrichtung

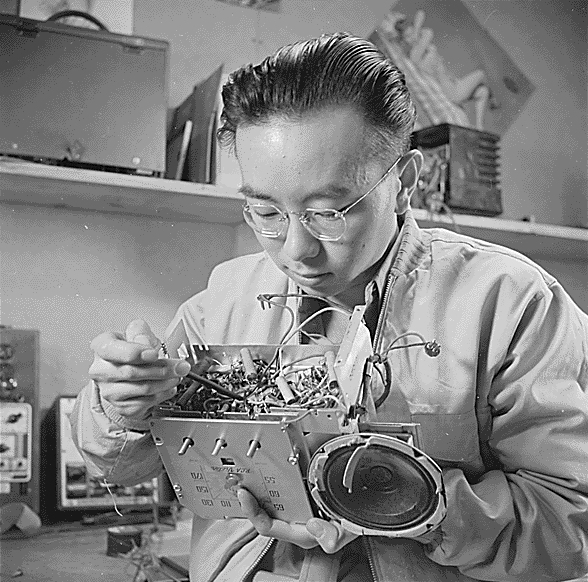
Henry Tambora, Radiotechniker aus Portland, Oregon, in der Elektrowerkstatt des Lagers

Das sogenannte Minidoka War Relocation Center („Minidoka-Kriegs-Umsiedelungszentrum“) lag im Jerome County im Süden des Bundesstaates Idaho. Nach dem Postzustellbezirk wurde es auch als „Hunt Relocation Center“ bezeichnet, da es einen anderen Ort namens Minidoka rund 80 km östlich im gleichnamigen Minidoka County gibt. Grund und Boden gehörten der Bundesregierung, waren unbewohnt und für ein Bewässerungsprojekt vorgesehen.
Das gesamte Gelände des Lagers war etwas über 130 km² groß und lag östlich des North Side Canals, einem Bewässerungskanal. Knapp 4 km² dienten als Verwaltungs- und Wohnbereich, der mit rund 8 km Stacheldrahtzaun und 8 Wachtürmen gesichert war. Zaun und Türme hatten jedoch überwiegend psychologische Wirkung, da die Internierten oft Gelegenheit hatten, den eingezäunten Bereich zu verlassen, um etwa im Sommer im Kanal zu baden. Zudem gab es rund 20 km im Umkreis des Lagers nur menschenleere Steppe. Die Türme waren zumeist unbesetzt, die Wachmannschaften unbewaffnet. In Minidoka gab es keinen Fall der militärischen Gewaltanwendung gegen Internierte, in einem der neun anderen Lager wurde ein Internierter am Zaun erschossen. Das Minidoka War Relocation Center wurde am 10. August 1942 in Betrieb genommen und am 28. Oktober 1945 aufgelöst.
Das Lager war auf die Standard-Kapazität der Internierungslager von maximal 10.000 Personen ausgelegt und bestand aus 35 Blöcken mit jeweils 12 Baracken. Sie waren bogenförmig an die Geländestruktur und eine Windung des Kanals ausgerichtet und wurden von einem zivilen Bauunternehmen nach den Normen für ein Militärlager aus Holz in Skelettbauweise und mit Teerpappe abgedichtet errichtet. In jedem Block lebten 275 bis 300 Personen. Es gab pro Baracke sechs Räume in drei Größen zwischen 4,50 × 6 m und 6 × 7 m, die mit Familien je nach Zahl der Angehörigen oder Gruppen von Einzelpersonen belegt wurden. Als einzige Einrichtung wurden zunächst ein Einbauschrank, Feldbetten und ein Kanonenofen gestellt. Zu jedem der Blöcke gehörten ein Speisesaal, ein Aufenthaltsgebäude sowie ein Bau mit gemeinsamen sanitären Anlagen. Beim Bezug des Lagers waren die Bauten und die Infrastruktur noch nicht fertiggestellt und die Bauausführung vielfach mangelhaft. So mussten die Insassen die ersten Monate ohne Toiletten und Abwassersystem auskommen. In weiteren Gebäuden waren die Büros der Verwaltung, die Wohnungen der zivilen Angehörigen der Verwaltung, Lager und Werkstätten, ein Krankenhaus und die Unterkünfte der Militärpolizei untergebracht.

### Die Internierten
Mit bis zu 7318 Personen, überwiegend aus Oregon, Washington und Alaska, war das Minidoka-Lager nie voll ausgelastet. Viele der Internierten kamen aus der Landwirtschaft, insbesondere in Washington hatten viele Japaner Gemüseanbau betrieben. Sie erweiterten zunächst das vorhandene Bewässerungssystem und bauten danach Gemüse und Kartoffeln für die Eigenversorgung an und hielten Schweine und Hühner. Es gab ein mit Kohle befeuertes Elektrizitäts- und Heizkraftwerk, Friseure, Metzger, Köche und alle anderen für das Leben im Lager nötigen Berufe. Werkstätten fertigten Stühle, Tische und andere Möbelstücke. Eine kleine Textilfabrik sollte ursprünglich für externe Auftraggeber arbeiten, diente aber nur dem Bedarf des Lagers selbst. Einige Internierte arbeiteten außerhalb des Lagers für Farmer. Die arbeitenden Insassen wurden mit 12 bis 19 $ pro Monat entlohnt, weit unter ihrem vorherigen Einkommen.
Daneben bauten und betrieben die Insassen unter primitiven Bedingungen mehrere Schulen für die Kinder. Qualifizierte Lehrer, Schulbücher und sonstige Ausstattungen waren schwer zu bekommen. Trotzdem bekamen die vier Schulen des Lagers eine Anerkennung durch den Bundesstaat und die Ausbildung der Schüler und ihre Abschlüsse wurden ihnen später angerechnet. Im Laufe der Zeit legten die Internierten Gärten, Freizeiteinrichtungen und Sportplätze an, sie organisierten Feste, Pfadfinder-Gruppen und sportliche Wettkämpfe auch gegen Mannschaften außerhalb des Lagers. Es gab eine Zeitung, den Minidoka Irrigator. Die Ernährung im Lager entsprach der Versorgung der allgemeinen Bevölkerung der Vereinigten Staaten, die Rationen waren identisch bemessen. Trotz der vorhandenen Gesundheitsversorgung brach mehrfach Ruhr aus und eine Typhus-Epidemie.
Die Internierung war nicht nur ein schwerwiegender Eingriff in die Freiheit der Insassen, sie hatte auch weitreichende kulturelle Auswirkungen. Da die Kommunikation mit der Wartime Relocation Authority in englischer Sprache erfolgen musste, verschob sich entgegen japanischer Tradition der Einfluss in den Familien von den Ältesten, den Einwanderern der ersten Generation (Issei), auf ihre in Amerika geborenen und dort zur Schule gegangenen Kinder der zweiten Generation (Nisei), die im Gegensatz zu ihren Eltern die US-Staatsangehörigkeit hatten. Die Grundschüler, die oft schon der dritten Generation angehörten, waren ganztags in der Schule und wurden auch zusammen bekocht, was die Familienbindung und die traditionellen Werte weiter schwächte. In den Lagerrat mit einem Vorstand und einem Schiedsgericht durften aus Misstrauen gegenüber den Einwanderern nur Angehörige der zweiten Generation gewählt werden.

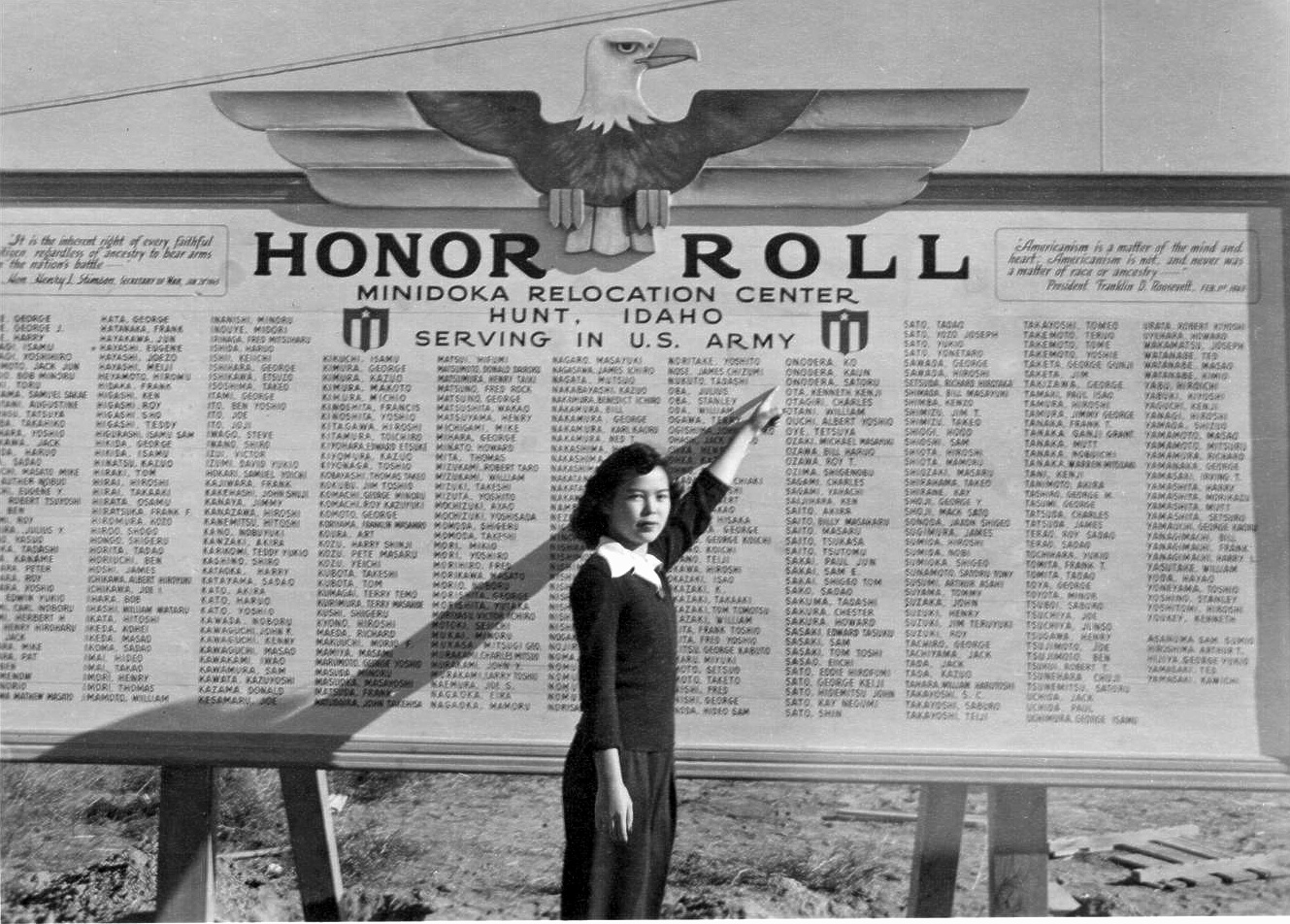
Die Honor Roll. Die 20-jährige Fumi Onodera aus Seattle deutet auf die Namen ihrer drei Brüder, die gerade ihre Armeeausbildung machen.

Die Haltung der Insassen gegenüber ihrer Internierung war sehr unterschiedlich. Ein Teil der Insassen rebellierte mit Protesten und Streiks, insbesondere im Kraftwerk. Der Widerstand wurde durch Zwangsverlegung der Wortführer in andere Lager gebrochen. Andere Teile der japanischstämmigen Bevölkerung verstanden sich als vollkommen assimilierte Amerikaner. Aus ihren Kreisen wurden ab 1943 sogar Armee-Einheiten rekrutiert. Etwa 1000 der Internierten aus dem Minidoka Camp meldeten sich als Freiwillige und kämpften bei der alliierten Invasion in Italien. Das 442. Regimental Combat Team der US Army bestand ausschließlich aus japanischstämmigen Amerikanern, überwiegend Internierte aus Minidoka, und wurde das meistdekorierte Regiment des Zweiten Weltkriegs, mit 20 Trägern der Medal of Honor und sieben Presidential Unit Citations. Andere ehemalige Internierte gingen zum militärischen Nachrichtendienst und arbeiteten insbesondere in der Funkaufklärung. Die Selbstverwaltung des Lagers beschloss, die Soldaten aus Minidoka mit einer als Honor Roll bezeichneten Tafel zu ehren, auf der alle Angehörigen der Streitkräfte aus dem Kreis der Internierten verzeichnet wurden. Einige der Insassen von Minidoka konnten nach einer Überprüfung ihrer Loyalität das Lager verlassen und Universitätsstudien fortsetzen oder in Teile der Vereinigten Staaten abseits der Westküste umziehen.
Bekannte Internierte im Minidoka Camp:
- Samuel Shozo Komorita (1927–2006), US-amerikanischer Psychologe, Konflikt- und Verhandlungsforscher[13]
- Gary Tanaka (* 1943), japanisch-amerikanischer Kaufmann, Sportler und Philanthrop
- Paul Chihara (* 1938), US-amerikanischer Komponist und Musikprofessor

### Auflösung des Lagers
Ab März 1945 wurden die Richtlinien zunehmend gelockert und immer mehr Internierten die Rückkehr auch in die Küstenzone erlaubt. Nach dem Ende des Zweiten Weltkriegs wurde die Internierung formal aufgehoben und die Insassen bekamen ein Eisenbahnticket an ihren Herkunftsort, Reisespesen und 25 $ angeboten. Viele Insassen des Lagers hatten jedoch durch die Internierung nicht nur ihre Freiheit, sondern auch die Motivation zur Selbstständigkeit verloren und sahen keine Perspektive mehr in ihrer früheren Heimat.
„Für diese Issei lag die Tragödie nicht in den Wachtürmen oder den Baracken mit Pappwänden. Sie lag im Verlust ihres Gefühls für Unabhängigkeit.“
Sie blieben zunächst im Lager, wo Unterkunft und Verpflegung gesichert waren. Es dauerte bis Ende Oktober 1945, bis alle Internierten unter teils massivem Druck Minidoka verließen. Sie gingen überwiegend nach Portland und Seattle, wo sie teilweise von der Gemeinschaft der schon einige Monate vorher eingetroffenen ehemaligen Internierten aufgefangen werden konnten.
Der Boden des ehemaligen Lagers wurde nach dessen Auflösung an Bundesbehörden wie das Bureau of Reclamation und das Bureau of Land Management übergeben. Letzteres stellte Flächen Farmern zur Verfügung.

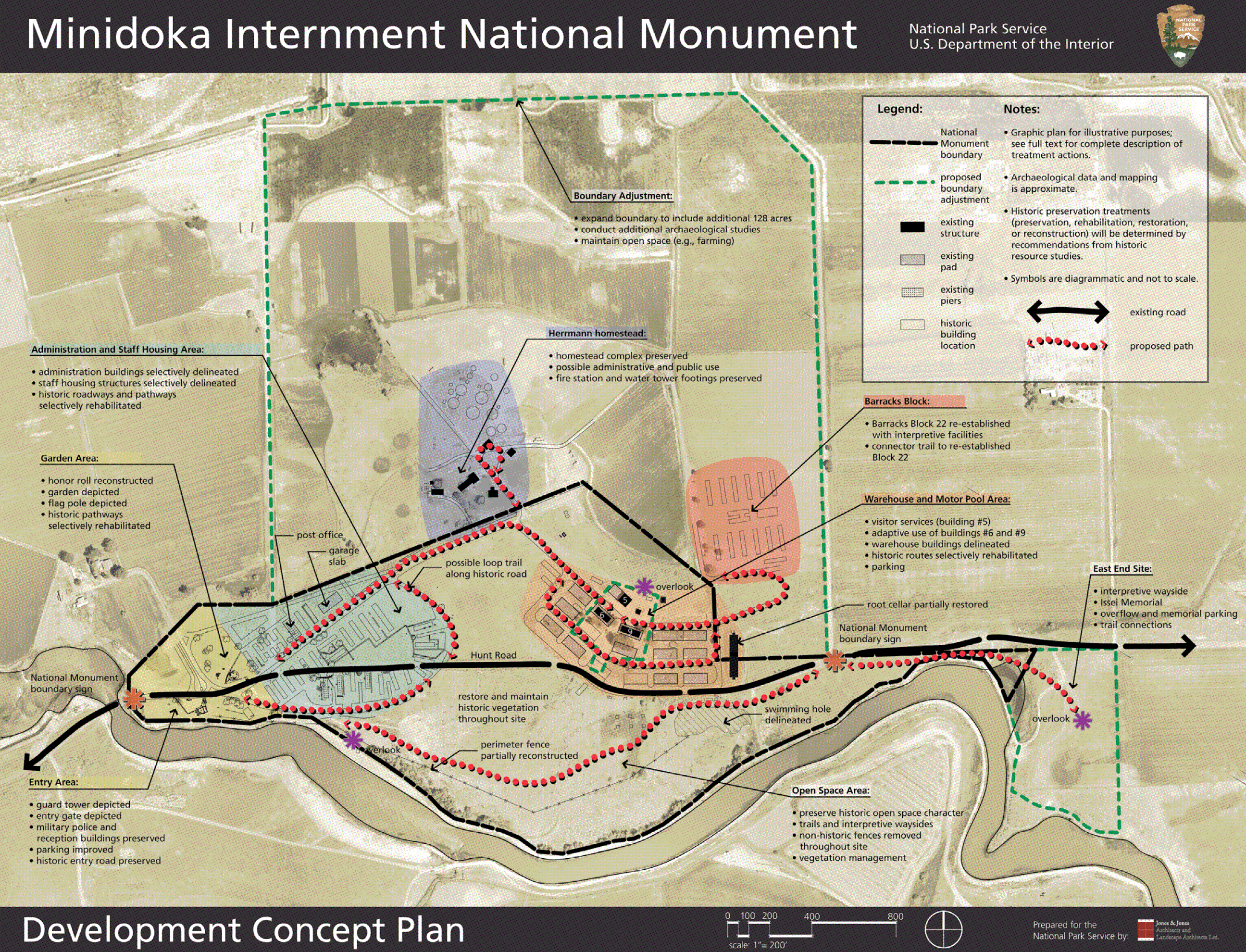
Die Planungen, noch unter der Bezeichnung als National Monument

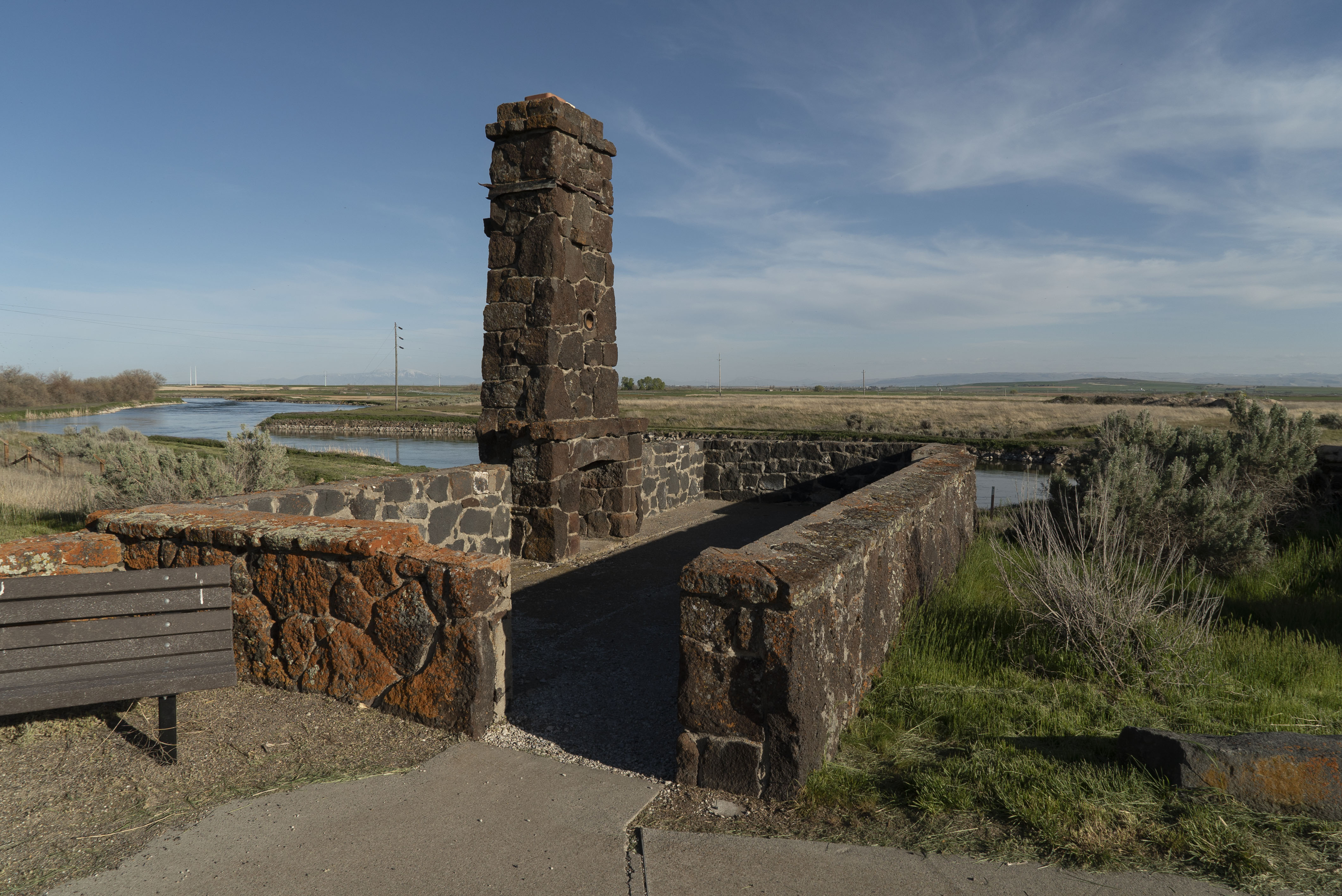
Die erhaltenen Ruinen des ehemaligen Wachgebäudes

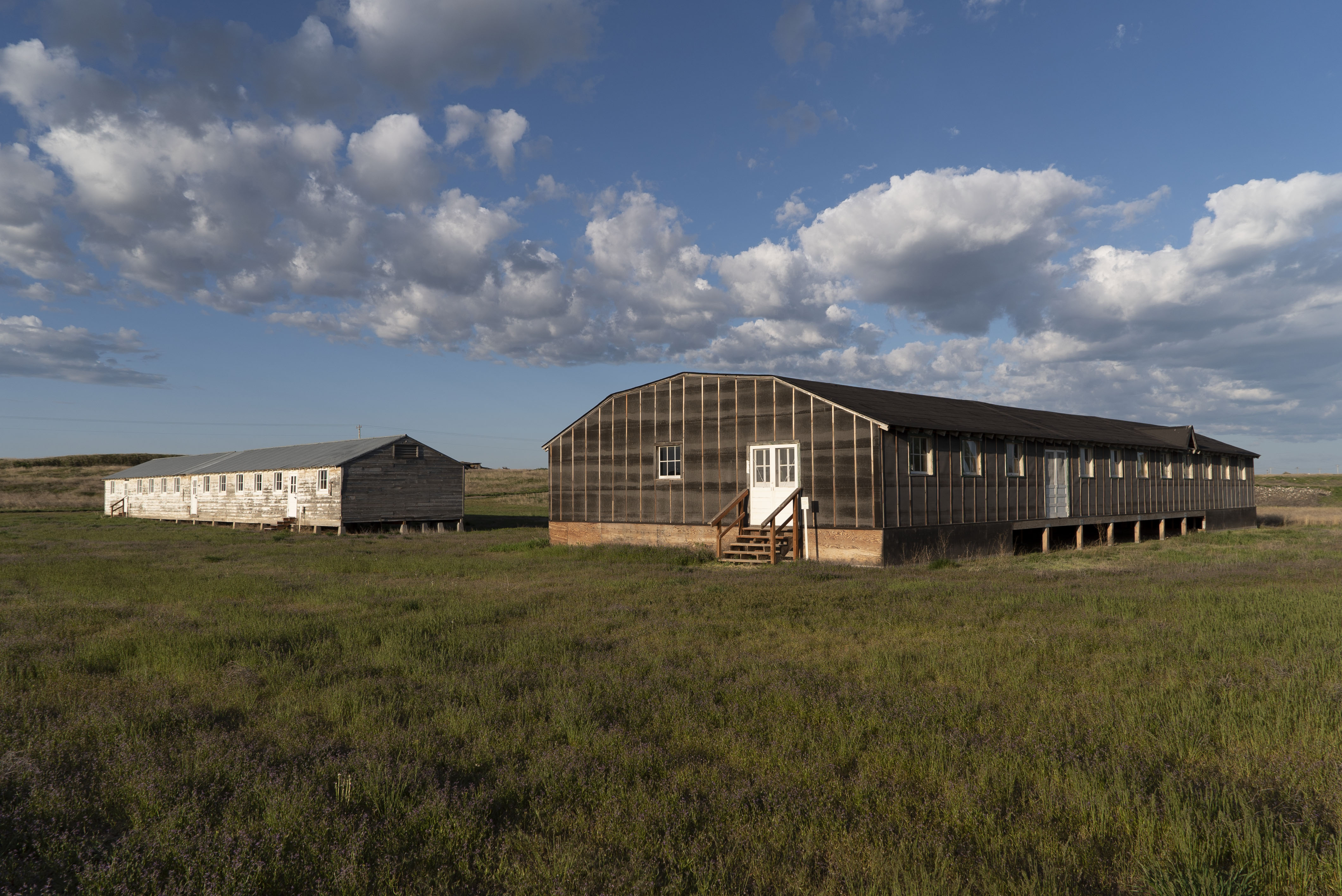
Original Baracken des Block 22, links Wohnbaracke, rechts Speisesaal

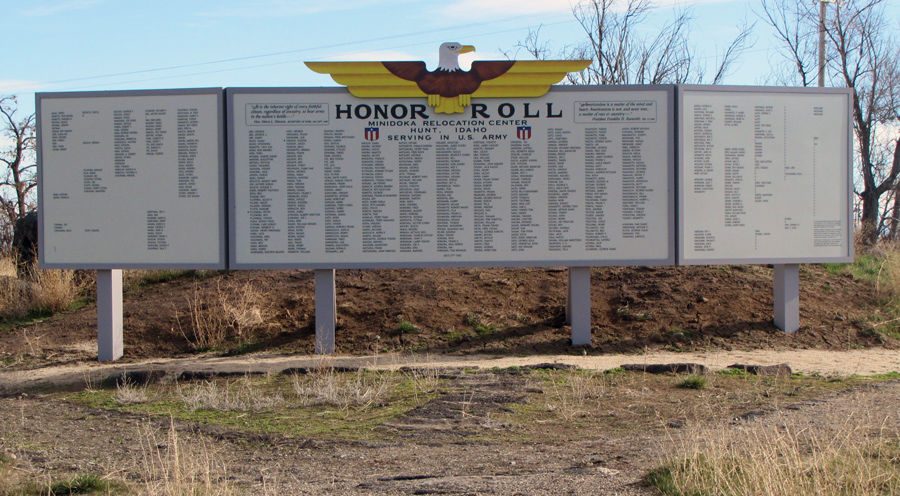
Die rekonstruierte Honor Roll, 2011

## Die Gedenkstätte
Unter Präsident Clinton gab es Verhandlungen zwischen der Bundesregierung und mehreren Bundesstaaten über die Ausweisung neuer großflächiger Naturschutzgebiete und einiger Gedenkstätten des Bundes, die in seiner Amtszeit nicht mehr zum Abschluss kamen. Daher griff Clinton im Januar 2001 in seinen letzten Amtstagen zur Befugnis aus dem Antiquities Act von 1906, als Präsident einseitig National Monuments ausweisen zu können. Minidoka Internment National Monument war eines der acht so entstandenen Gebiete.
Auf dem Gelände standen damals nur einige Ruinen von Bauwerken des Verwaltungsbereichs sowie eine kleine Informationstafel. Bereits seit 2002 laufen Planungen für den Ausbau der Gedenkstätte. 2005 wurde eine Studie über die Geschichte und Bedeutung des Lagers fertiggestellt, bis 2006 ein Management-Plan erarbeitet und im Dezember 2006 die Finanzierung bereitgestellt. Das Konzept sieht vor, das Gelände zu erweitern, einen Barackenblock, die Honor Roll, und einige weitere Einrichtungen zu rekonstruieren und im ehemaligen Verwaltungsbereich ein Besucherzentrum und Nebengebäude zu errichten. Unmittelbar außerhalb des ehemaligen Wohnbereiches, an einem Bogen des Kanals, soll eine landschaftlich gestaltete Erinnerungsstätte für die Issei, die japanischen Einwanderer der ersten Generation, entstehen. Für diese gesonderte Stätte fand im Laufe des Jahres 2007 ein Architekturwettbewerb über die Gestaltung statt.
Im Mai 2008 erweiterte der Kongress der Vereinigten Staaten per Gesetz die Gedenkstätte um die seit 2006 geplante Ergänzung und widmete das National Monument in eine National Historic Site um. Außerdem schlug er der Einrichtung formal das Nidoto Nai Yoni Memorial zu, eine ebenfalls der Erinnerung an die Internierung gewidmete, nur 3 ha große Gedenkstätte im rund 1000 km entfernten Bainbridge Island im Bundesstaat Washington. Von dort stammten die ersten in Minidoka eingetroffenen Internierten.
Im Gesetz erhielt die Gedenkstätte den Auftrag, der Öffentlichkeit vier Themen zu vermitteln:
- die Geschichte der Zwangsumsiedlung japanischstämmiger Amerikaner nach Minidoka und in die anderen Lager;
- die Lebensbedingungen in den Lagern;
- die Arbeiten der Internierten und
- die Leistungen ehemaliger Internierter, die sich zum Militär gemeldet hatten, in den Streitkräften der Vereinigten Staaten.

Die im Mai autorisierte Erweiterung wurde im Juli 2008 umgesetzt, im Laufe des Jahres 2009 wurden vorbereitende Arbeiten erledigt und rund 20 noch existierende Baracken aus dem Lager untersucht, die von Farmern in der näheren und weiteren Umgebung bis heute genutzt werden. 2011 wurden eine Speisebaracke und eine Wohnbaracke auf das Gelände transferiert. Ebenfalls 2011 wurde die rekonstruierte Honor Roll errichtet.
Im Mai 2017 öffnete ein vorläufiges Besucherzentrum in einer der historischen Baracken. Anfang 2020 eröffnete das permanente Besucherzentrum mit Ausstellung und Bildungsprogramm. Aufgrund der harschen Klimabedingungen ist das Besucherzentrum im Winter geschlossen, die Gedenkstätte und die Außenanlagen sind aber zugänglich.
Eine weitere Ausstellung mit mehreren original erhaltenen Baracken befindet sich im County Historical Museum in Jerome, etwa 25 km westlich des ehemaligen Lagers. Seit 2003 kommen ehemalige Internierte, ihre Familienangehörigen und Interessierte jährlich in der als Wallfahrt bezeichneten Minidoka Pilgrimage am ehemaligen Lager zusammen.
Zwei weitere ehemalige Lager sind als Gedenkstätten ausgewiesen: Die Manzanar National Historic Site wurde 1992 als Gedenkstätte eingerichtet und liegt im Osten Kaliforniens, nahe Lone Pine. Das Tule Lake War Relocation Center im Norden Kaliforniens ist seit 2008 eine Gedenkstätte. Mehrere andere Standorte sind National Historic Landmarks.